# Saint-Créac (Gers)
Saint-Créac é uma comuna francesa na região administrativa de Occitânia, no departamento de Gers. Estende-se por uma área de 8,37 km². Em 2010 a comuna tinha 83 habitantes (densidade: 9,9 hab./km²).